# Carlin (Nevada)
Carlin es una ciudad ubicada en el Condado de Elko en el estado estadounidense de Nevada. En el año 2000 tenía una población de 2.161 habitantes y una densidad poblacional de 90,6 personas por km².

## Geografía
Carlin se encuentra ubicada en las coordenadas 40°42′51.07″N 116°6′47.26″O / 40.7141861, -116.1131278.

## Demografía
Según la Oficina del Censo en 2000 los ingresos medios por hogar en la localidad eran de $49.571, y los ingresos medios por familia eran $51.716. Los hombres tenían unos ingresos medios de $47.396 frente a los $21.813 para las mujeres. La renta per cápita para la localidad era de $19.377. Alrededor del 4.1% de las familias y del 7.8% de la población estaban por debajo del umbral de pobreza.